# شهرستان فوتامی، هوکایدو

شهرستان فوتامی (انگلیسی: Futami District, Hokkaido) یکی از شهرستان‌های ژاپن است که در استان هوکایدو در ژاپن واقع شده‌است.